# Нойбабельсберг

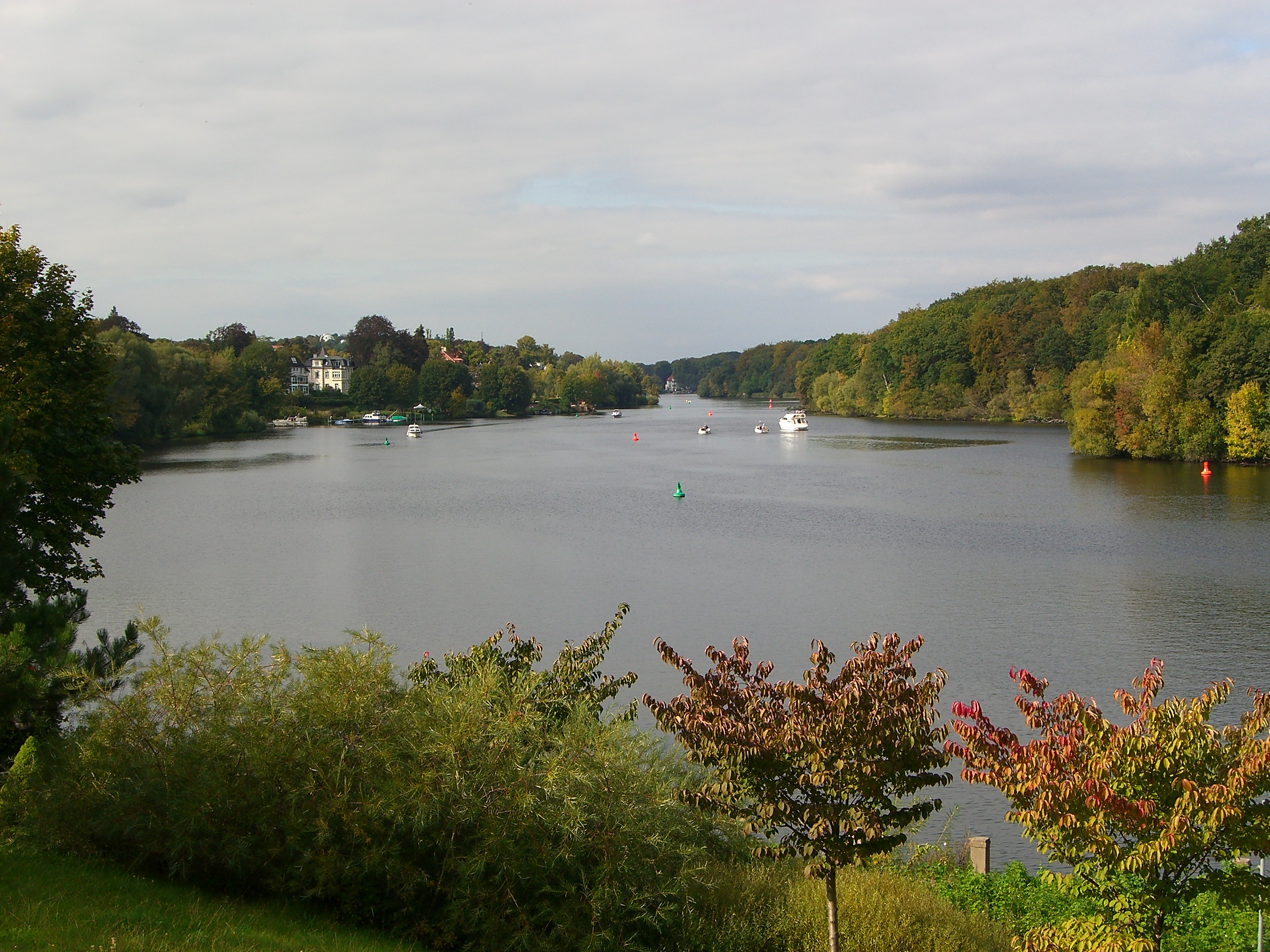
Вид на озеро Грибницзе с Нойбабельсбергом (слева) и берлинским районом Ванзе (справа)

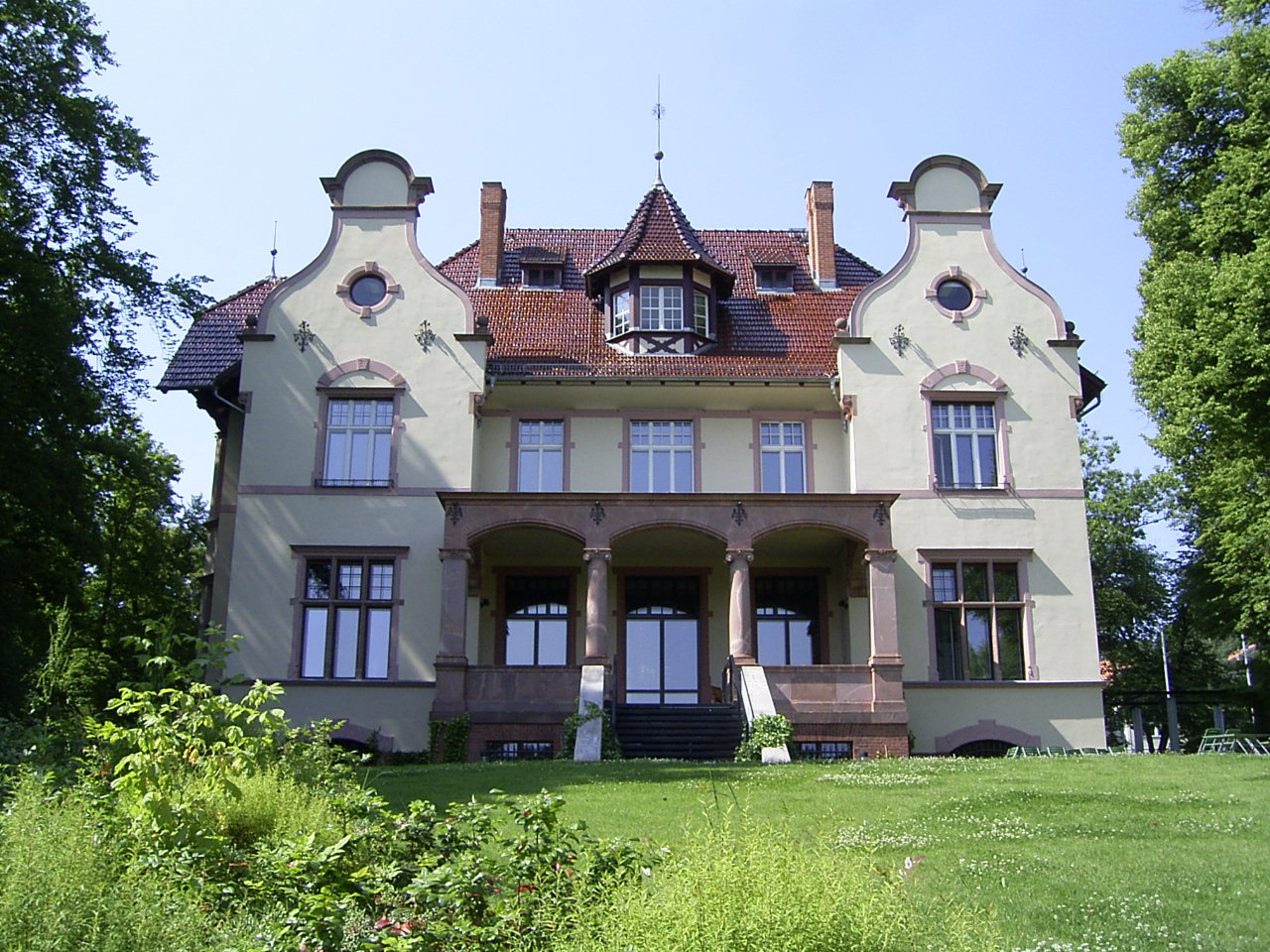
Вилла Трумэна

Нойба́бельсберг (нем. Neubabelsberg — «Новый Бабельсберг») — жилой посёлок в Потсдаме, застроенный виллами. Находится на восточной окраине города, к юго-западу от берлинского квартала Кольхазенбрюкк в Ванзе. Посёлок занимает территорию от станции Берлинской городской электрички «Грибницзе» вдоль озера Грибницзе до парка Бабельсберг.

## История
Нойбабельсберг в кайзеровской Германии был престижным местом проживания состоятельных берлинцев и потсдамцев. Позднее к ним присоединились киноактёры, оценившие близость к Бабельсбергской киностудии UFA. В Нойбабельсберге проживали Марика Рёкк, Сибилла Шмиц, Лилиан Харви, Вилли Фрич и Бригитта Хорней. Здесь также располагались гостевые дома киностудии, в которых на время съёмок останавливались Хайнц Рюман, Марлен Дитрих, Ханс Альберс, Жан Габен, Жерар Филип и многие другие. Строительством вилл в Нойбабельсберге занимались архитекторы Людвиг Мис ван дер Роэ, Герман Мутезиус и Альфред Гренандер. Проекты вилл создавало архитектурное бюро Петера Беренса, в котором работали Вальтер Гропиус, Адольф Майер и Ле Корбюзье.
В Третьем рейхе многие жители Нойбабельсберга, имевшие еврейское происхождение, были вынуждены покинуть свои дома и отправиться в эмиграцию. Освободившиеся дома продавались ниже их реальной стоимости или передавались национал-социалистическим организациям. На вилле изгнанного режиссёра киностудии UFA Альфреда Цейслера поселились Марика Рёкк и Георг Якоби. На виллу банкира Якоба Гольдшмидта въехал учебный центр женской организации НСДАП. Последние еврейские жители Нойбабельсберга были депортированы гестапо из дома престарелых в концентрационный лагерь в январе 1943 года. До конца войны в 1945 году избежали депортации только брат Карла Либкнехта Отто и его супруга-еврейка. В 1944 году на вилле Тресков заговорщики собирали бомбу для покушения на Гитлера в Вольфшанце.
Во время Потсдамской конференции, проходившей в 1945 году во дворце Цецилиенхоф, в Нойбабельсберге проживали главы делегаций Черчилль, Сталин и Трумэн. Виллы, в которых они останавливались, с тех пор носят их имена. Вилла Черчилля была построена непосредственно перед Первой мировой войной архитектором Мисом ван дер Роэ. В настоящее время в ней проживает предприниматель Хассо Платнер. Виллу Трумэна сегодня занимает Фонд Фридриха Наумана. Виллу Сталина также незадолго до начала Первой мировой войны построил шведский архитектор Альфред Гренандер.
Современная станция городской электрички была построена специально для посёлка Нойбабельсберг и носила его имя, в 1938 году была переименована в «Бабельсберг-Уфаштадт», а с 1949 года называется «Грибницзе».
С возведением в 1961 году Берлинской стены Нойбабельсберг был отрезан от озера Грибницзе пограничными сооружениями, возведёнными на берегу, а станция «Грибницзе» стала пограничной.
В настоящее время остаётся нерешённым вопрос собственности некоторых вилл в Нойбабельсберге. В случаях, когда в отношении прав собственности принято решение, часто происходили возвраты собственности прежним собственникам, сопровождавшиеся выселением новых добросовестных приобретателей. Поэтому некоторые виллы остаются нежилыми, прилегающие к ним земельные участки приходят в запустение. Спорным также остаётся право пользования береговой дорогой, проложенной во времена ГДР для патрулирования границы.